# Амур і Психея (Капітолійські музеї)
Ця стаття — про статую з Капітолійських музеїв. Про інші скульптури див. Амур і Психея (статуя)
Аму́р і Психе́я, Е́рос і Психе́я, Купідо́н і Психе́я (італ. Amore e Psiche) — скульптурне зображення Амура і Психеї, давньоримська копія І–ІІ ст. н. е. з незбереженого давньогрецького оригіналу.
Знайдена у Римі у винограднику каноніка Панікале (vigna del canonico Panicale) на Авентинському пагорбі у лютому 1749. Після знахідки статуя передана до Капітолійських музеїв, щойно створених за розпорядженням папи Бенедикта XIV. У 1797 році, згідно з умовами договору в Толентіно, відвезена до Парижа, повернулася до Рима тільки після падіння Наполеона. Там вона зберігається і досі.

## Схожі статуї
У «Галереї Уффіці» у Флоренції знаходиться скульптурне зображення Амура й Психеї у схожій позі, можливо, це копія (варіація) з того ж самого оригіналу. Флорентійська скульптура знайдена дещо раніше капітолійської — у XVII столітті. Вона зображена на картині «Трибуна Уффіці» англо-німецького художника Й. Цоффані — біля її лівого краю.
«Амур і Психея» з Капітолійських музеїв послугувала джерелом натхнення для багатьох скульпторів: відоме безліч її наслідувань, з яких найвизначнішими є скульптура «Амур і Психея» Антоніо Канови, авторські копії якої зберігаються у Луврі та Ермітажі.